# Gabriel-Joseph Du Pineau
Gabriel-Joseph Du Pineau (* 1694 in Angers; † 5. April 1756 in Châtillon-sur-Sèvre, heute Mauléon (Deux-Sèvres)) war ein französischer Kleriker, Romanist, Dialektologe und Lexikograf.

## Leben und Werk
Du Pineau war von 1744 bis 1748 Prior der Abtei Sainte-Croix in Saint Lô. Er stand in Verbindung mit Camille Falconet, der ihn zur Abfassung mehrerer früher Dialektwörterbücher inspirierte, die allerdings erst in neuester Zeit herausgegeben wurden.

## Werke
- Dictionnaire angevin et françois (1746-1748), hrsg. von Pierre Rézeau unter Mitwirkung von Jean-Paul Chauveau, Paris 1989 (469 Seiten)
- "Les mots bas normans" de Gabriel-Joseph Du Pineau (vers 1750), hrsg. von  Jean-Paul Chauveau, Paris 1993